# Lagus
Lagus of Lagos (Grieks: Λάγος) was een Macedonische edelman uit Eordaia, veldheer en hoveling van Philippus II van Macedonië. Hij was de vader van Ptolemaeus I Soter en daarmee stamvader van de Ptolemaeën, die naar hem ook wel de Lagiden worden genoemd.
Lagus was getrouwd met Arsinoë, die mogelijk voorheen een bijvrouw was geweest van Philippus II. Deze informatie over haar achtergrond wordt echter meestal genoemd samen met het bericht dat zij toen al het kind van Philippus II in haar buik droeg, wat duidelijk een verdichtsel is, dat bedoeld was om de Ptolemaeïsche dynastie een meer illustere afkomst te geven. Arrianus, die gebruik maakte van Ptolemaeus I's biografie over Alexander de Grote, bevestigt echter meerdere keren dat Ptolemaeus I een zoon was van Lagus. Arsinoë was wellicht verwant aan de dynastie der Argeaden.
Van Lagus en Arsinoë is bekend dat Ptolemaeus I en Menelaüs, Ptolemaeïsche priester van de cultus van Alexander en later onderkoning van Cyprus, hun zonen waren. Het verhaal dat Lagus ook getrouwd was met Antigone van Macedonië en ook de vader zou zijn van Berenice I, de latere vrouw van Ptolemaeus I, gaat terug op een foutieve lezing in het lofgedicht op Ptolemaeus van Theocritus. Men gaat ervan uit dat Berenice's werkelijke vader Magas heette.